# Tadeusz Runge

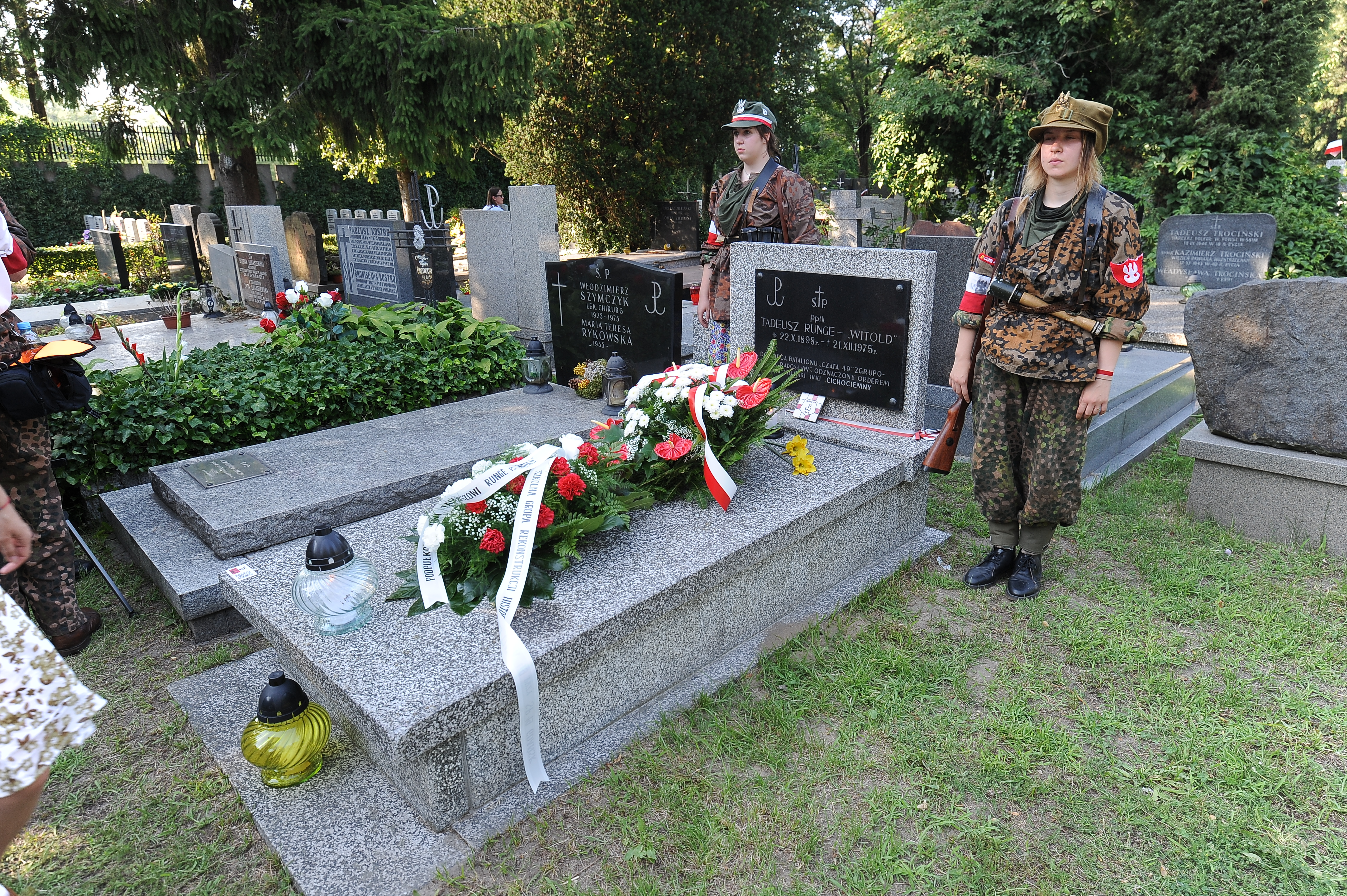
Grób Tadeusza Runge na Powązkach Wojskowych w Warszawie

Tadeusz Maciej Runge, ps. „Witold”, „Paprocki”, „Papa”, „Mirecki”, „Osa”  vel Jan Kurcz, vel Witold Mirecki (ur. 22 listopada 1898 w Brodach, zm. 21 grudnia 1975 w Warszawie) – podpułkownik piechoty Wojska Polskiego, oficer Polskich Sił Zbrojnych, Sztabu Naczelnego Wodza, Armii Krajowej, uczestnik wojny polsko-bolszewickiej, I powstania śląskiego, powstania warszawskiego, dowódca batalionu „Czata 49”,  cichociemny. Znajomość języków: niemiecki, francuski. Zwykły Znak Spadochronowy nr 0025, Bojowy Znak Spadochronowy nr 2005.

## Życiorys

### Młodość
Syn Tadeusza i Anny z domu Paprockiej. Od 1908 do 1910 uczył się w gimnazjum w Brodach, do 1914 w Żółkwi, następnie w Wiedniu, Lwowie. Od 1917 ponownie w Żółkwi, zdał tam egzamin dojrzałości. Od 1912 należał do tajnego skautingu, w 1914 uczestniczył w obozie harcerskim w Skolem.
We wrześniu 1914 we Lwowie wstąpił do Legionu Wschodniego, wkrótce zwolniony ze względu na stan zdrowia. Od maja 1915 powołany do Armii Austro-Węgierskiej, w 1916 ukończył szkołę oficerską w Jagendorf, przydzielony do 30 batalionu feldjegrów (Cieszyn, Wiedeń, Lwów).
W listopadzie 1917 uciekł, dotarł do Królestwa Polskiego, wstąpił do Polskiej Organizacji Wojskowej. Początkowo jako zastępca komendanta, następnie od marca 1918 był komendantem Obwodu Kozienice POW. Pracował jako powiatowy inspektor szkół powszechnych w Kozienicach. Używał wówczas dokumentów na nazwisko Witold Mirecki. 

### Dwudziestolecie międzywojenne
Uczestnik sformowania kompanii, jej dowódca oraz uczestnik walk z Ukraińcami pod Lwowem (9 listopada – 27 grudnia 1918), w składzie Grupy płk. W. Sikorskiego. Od 28 grudnia wraz z kompanią na odcinku frontu lwowskiego Peresenkówka – Zimna Woda, w składzie 24 pułku piechoty, w obronie Lwowa przed siłami ukraińskimi. W styczniu 1919 ranny pod Peresenkówką. Awansowany do stonia podporucznika ze starszeństwem z dniem 1 czerwca 1919.
W sierpniu 1919 uczestniczył w I powstaniu śląskim, sformował trzy bataliony powstańcze, dowodził odcinkiem Jaworzno. 
Od lutego 1920 jako dowódca kompanii marszowej 32 pułku piechoty, następnie od sierpnia 1920 dowódca 7 kompanii 42 pułku piechoty, od września dowódca kompanii ciężkich karabinów maszynowych. Uczestnik wojny polsko-bolszewickiej. Od 1 marca 1921 słuchacz kursu pirotechnicznego w Centralnej Szkole Pirotechnicznej, następnie od 3 marca 1922 do 14 marca 1923 był oficerem broni 42 pułku piechoty.. O d 1 sierpnia 1943 uczestnik kursu, od października 1924 przydzielony jako instruktor i wykładowca w Centralnej Szkole Strzelniczej w Toruniu. 
Od czerwca 1926 przydzielony jako dowódca 2 kompanii ciężkich karabinów maszynowych 42 pułku piechoty, od listopada 1927 przydzielony, od marca 1928 dowódca kompanii 2 baonu ckm w Różanie. Awansowany do stopnia kapitana, ze starszeństwem z dniem 1 stycznia 1928. Od lipca 1929 jako oficer mobilizacyjny pułku oraz dowódca 2 kompanii ciężkich karabinów maszynowych 21 pułku piechoty „Dzieci Warszawy”. 
Przeniesiony do rezerwy, od 23 maja 1931 przydzielony do Ministerstwa Spraw Wewnętrznych. Ukończył kurs administracji publicznej, następnie jako naczelnik Wydziału Społeczno-Politycznego (bezpieczeństwa) w Urzędzie Wojewódzkim w Lublinie. Od listopada 1932 naczelnik takiego samego wydziału w Komisariacie Rządu na m.st. Warszawę, potem od listopada 1937 w Urzędzie Wojewódzkim w Nowogródku.

### II wojna światowa
W kampanii wrześniowej 1939 nie został zmobilizowany. Po agresji Armii Czerwonej na Polskę wraz z wojewodą i rodziną wyjechał na Łotwę, tam internowany w Siguldzie. Po zwolnieniu, przez Szwecję dotarł do Francji, 1 grudnia 1939 w Parthenay wstąpił do Polskich Sił Zbrojnych. Od 1 kwietnia 1940 w obozie w Sables d’Or. Po klęsce Francji w czerwcu 1940 ewakuowany z St. Brienne do Falamouth (Wielka Brytania). 1 lipca wstąpił do PSZ pod dowództwem brytyjskim. Od 2 sierpnia 1940 przydzielony jako adiutant 12 batalionu kadrowego strzelców 4 Brygady Kadrowej Strzelców, późniejszej 1 Samodzielnej Brygady Spadochronowej dowodzonej przez płk. Stanisława Sosabowskiego.  
Zgłosił się do służby w okupowanej Polsce. Przeszkolony na kursach specjalnych dla kandydatów na cichociemnych, m.in. dywersyjno–strzeleckim (STS 25, Inverlochy), spadochronowym, strzeleckim, łączności, i in. Zaprzysiężony na rotę ZWZ/AK 10 listopada 1941 w Oddziale VI (Specjalnym) Sztabu Naczelnego Wodza. Planowany na 29 grudnia 1941 skok do Polski wstrzymano wskutek sprzeciwu Stanisława Kota, Stanisława Mikołajczyka oraz gen. Władysława Sikorskiego, w związku z pełnionymi wcześniej funkcjami w administracji państwowej. Zarzutów nie potwierdził Sąd Honorowy dla Oficerów, który umorzył postępowanie.  
Ówczesny minister spraw wewnętrznych Stanisław Mikołajczyk osobiście interweniował w SOE, aby odwołać z lotu do Polski dwóch oficerów: Tadeusza Runge oraz Macieja Kalenkiewicza (współtwórcę cichociemnych), których nazwał „agentami antyrządowymi”. Była to polityczna ingerencja ludowców w sprawy wojska oraz próba partyjnego przejęcia kontroli nad Oddziałem VI (Specjalnym), w tym nad zrzutami dla Armii Krajowej, które ludowcy chcieli przekierować do Batalionów Chłopskich. Płk Józef Spychalski, jednoznacznie ocenił postępowanie Mikołajczyka – „Hańbą jest, aby minister rządu RP używał pomocy obcego państwa przeciw własnej Ojczyźnie”. 
Od 25 listopada 1943 przydzielony do Oddziału Personalnego Sztabu Naczelnego Wodza gen. Kazimierza Sosnkowskiego. Awansowany do stopnia majora ze starszeństwem z dniem 10 kwietnia 1944. 
Skoczył ze spadochronem do okupowanej Polski w nocy 9/10 kwietnia 1944 w sezonie operacyjnym „Riposta”, w operacji lotniczej „Weller 2” (ekipa skoczków XXXIX), z samolotu Liberator BZ-965 „S” (1586 eskadra PAF)  na placówkę „Imbryk” 118 (kryptonim polski, brytyjskie oznaczenie numerowe pinpoints), w okolicach miejscowości Dąbrówka, Kołaków, 15 km od stacji kolejowej Tłuszcz (powiat radzymiński). Razem z nim skoczyli: ppor. Stefan Bałuk ps. Starba, kpt. Benon Łastowski ps. Łobuz oraz kurier Delegatury Rządu na Kraj kpr. Henryk Waniek ps. Pływak.
Po skoku i aklimatyzacji do realiów okupacyjnych przydzielony do Kedywu Komendy Głównej Armii Krajowej jako następca cichociemnego Henryka Krajewskiego, tj. jako kierownik Centrali Zaopatrzenia Terenu, pełniącej funkcje kwatermistrzowskie dla Kedywów okręgów wschodnich. Od lipca 1944, w związku z przygotowaniami do powstania z personelu CZT sformowano Batalion „Czata 49”, w sile ok. 120 żołnierzy w 6 plutonach (później wzmocniony do ok. 300 żołnierzy).
W powstaniu warszawskim jako dowódca Batalionu „Czata 49”, w składzie dowodzonego przez ppłk. Jana Mazurkiewicza Zgrupowania „Radosław”. Batalion uczestniczył początkowo w ciężkich walkach na Woli, w rejonie ul. Okopowej, Żytniej, Dzielnej, Wolskiej, Młynarskiej, Karolkowej, cmentarza ewangelickiego. Następnie, od 10 sierpnia w obronie Starego Miasta, w rejonie ul. Stawki oraz Muranowa, w nocy 21/22 sierpnia uczestniczył w natarciu na Dworzec Gdański, potem w szpitalu Jana Bożego, na ul. Sapieżyńskiej, Bonifraterskiej. 28 sierpnia Niemcy zbombardowali kwatery powstańcze batalionu przy ul Franciszkańskiej 12 oraz Mławskiej 3, ok. 60 żołnierzy poległo. W nocy 30/31 sierpnia 95 – osobowa grupa szturmowa, dowodzona przez kpt. Zbigniewa Ścibor-Rylskiego ps. Motyl oraz por. Zdzisława Zołocińskiego ps. Piotr uczestniczyła w nieudanym desancie kanałami na tyły niemieckie przy pl. Bankowym, wspierającym przebijanie się powstańców ze Starówki do Śródmieścia.
W dniach 31 sierpnia – 2 września 1944, batalion w sile 252 żołnierzy przedarł się kanałami do Śródmieścia, zajął pozycje na Skarpie Czerniakowskiej. W nocy 14/15 września wycofany z rejonu ul. Rozbrat i Łazienkowskiej na pozycje ul. Czerniakowska, Zagórna. Stoczył ciężkie walki w rejonie ul. Ludnej, Okrąg. W nocy 18/19 września batalion wycofał się nad Wisłę, w rejon ul. Solec. Od 20 września żołnierze batalionu przeszli kanałami na Mokotów, 25 września batalion w sile 90 żołnierzy walczył w rejonie ul. Wiktorskiej. od 25 września ewakuacja batalionu w sile 87 żołnierzy kanałami do Śródmieścia. Żołnierze i oficerowie batalionu otrzymali 23 ordery Virtuti Militari oraz 102 Krzyże Walecznych.
Dwukrotnie podczas walk ranny: około 20 sierpnia w głowę i 28 sierpnia w rękę – podczas bombardowania przez lotnictwo niemieckie kwater przy ul. Mławskiej 3/5. Awansowany do stopnia podpułkownika ze starszeństwem z dniem 2 października 1944. Po kapitulacji powstania w niewoli niemieckiej, w obozach w Pruszkowie, następnie w Skierniewicach. 15 listopada 1944 uciekł, do 19 lipca 1945 ukrywał się w Milanówku następnie w Podkowie Leśnej. Powrócił do konspiracji podejmując działalność w ramach organizacji NIE.

### Lata powojenne
Zagrożony aresztowaniem przez UB przedostał się do Czechosłowacji i 5 września dotarł do stacjonującej w Bersenbrück 1 Samodzielnej Brygady Spadochronowej. Zweryfikowany i przerzucony do Wielkiej Brytanii, gdzie 17 września 1945 zameldował się w Oddziale VI (Specjalnym) Sztabu Naczelnego Wodza. Do grudnia 1945 leczył się w szpitalu wojennym nr 4, następnie przydzielony do Oddziału VI (Specjalnego), od 13 marca 1946 do 13 lutego 1947 w Ośrodku Szkoleniowym Piechoty I Korpusu Polskiego. Od 24 września 1946 do 23 września 1948 w Polskim Korpusie Przysposobienia i Rozmieszczenia. 
Po demobilizacji pozostał na emigracji, zamieszkał w Londynie, podjął pracę portiera w jednej z restauracji. Przyjechał do Polski na krótko w 1971 oraz w 1972, w 1973 powrócił na stałe i zamieszkał w Warszawie. Pochowany na Cmentarzu Wojskowym na Powązkach (kwatera IIC28-19-2).

## Awanse
- podporucznik – ze starszeństwem z dniem 1 czerwca 1919
- porucznik
- kapitan – ze starszeństwem z dniem 1 stycznia 1928
- major – ze starszeństwem z dniem 10 kwietnia 1944
- podpułkownik – ze starszeństwem z dniem 2 października 1944

## Ordery i odznaczenia
- Krzyż Srebrny Orderu Virtuti Militari nr 11529 (1944)[14]
- Medal Wojska (1945, 1946)
- Złoty Krzyż Zasługi (11 listopada 1936)[15]
- Medal Niepodległości (23 grudnia 1933)[16]
- Srebrny Krzyż Zasługi (10 listopada 1928)[17]

## Życie rodzinne
Syn Tadeusza, starosty oraz Anny z domu Paprockiej. Przed wojną zawarł związek małżeński z Janiną z domu Brudkiewicz (1894–1944), nauczycielką, działaczką PPS. Mieli trzech synów: Zbigniewa (1921–1993), Adama (ur. 1923) i Jerzego (1925–1979). W 1945 zawarł związek mażeński z Anną z domu Nowosielską, lekarzem pediatrą. Po powrocie do Polski zawarł związek z Heleną z domu Maciuch, następnie z Julią z domu Ruszczyńską.
2 lutego 1941 żona wraz z synem Adamem aresztowana przez Niemców przy ul. Złotej 51, rozstrzelana na Pawiaku, okoliczności śmierci syna Adama nieznane.
Syn Jerzy po aresztowaniu pod fałszywym nazwiskiem usiłował uciec do Szwecji, aresztowany, osadzony w obozie koncentracyjnym w Sachsenhausen. Przeżył wojnę, ukończył weterynarię na Uniwersytecie Wrocławskim.
Syn Zbigniew walczył w kampanii wrześniowej, trzykrotnie aresztowany przez Sowietów, uciekał, w listopadzie 1939 aresztowany w Augustowie, więziony w Grodnie, skazany na 8 lat łagrów. Przeżył wojnę, w 1944 krótko w LWP, pracował jako ekonomista.